# Lăcaș de cult

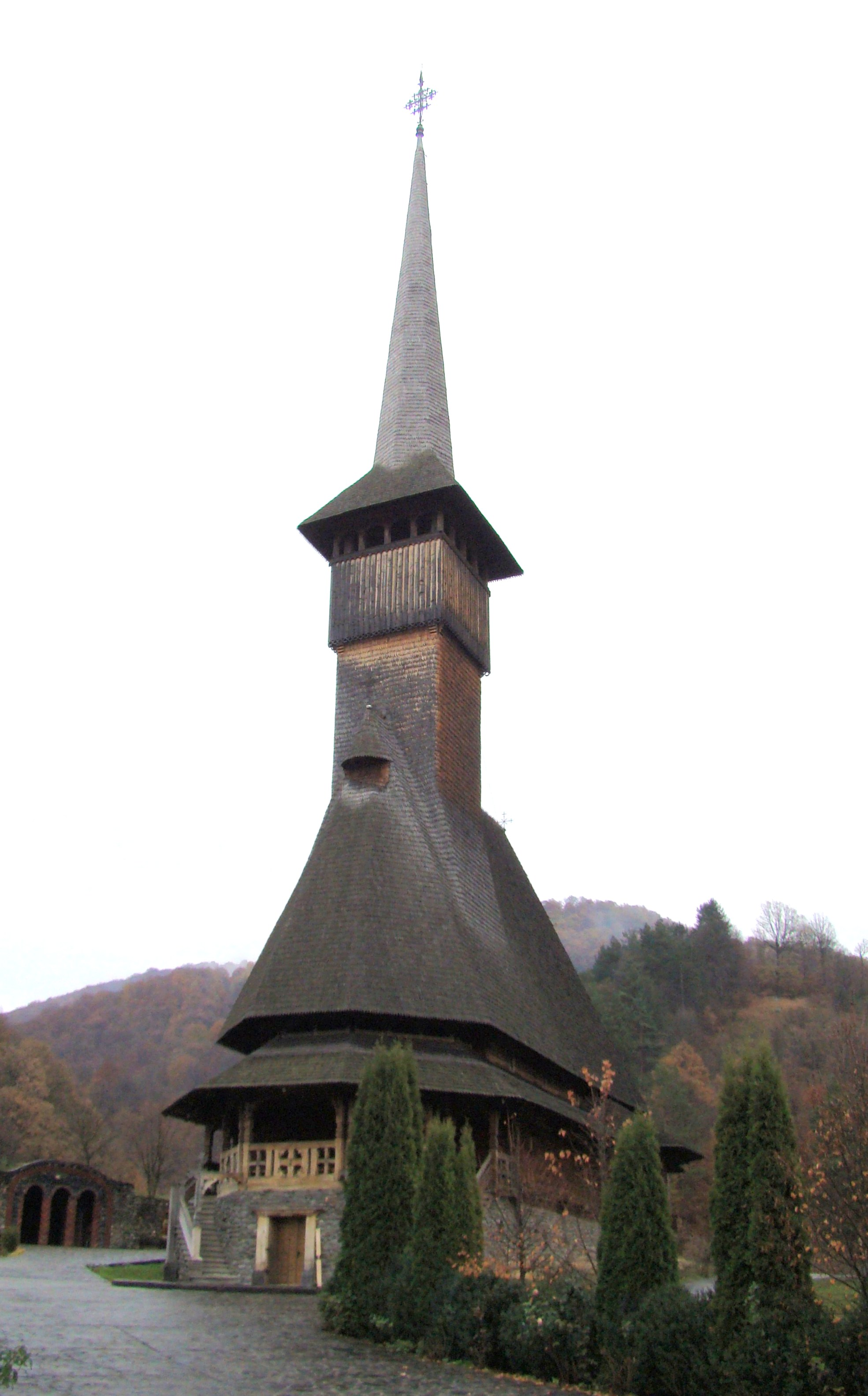
Lăcaş de cult ortodox din România- Biserica de lemn a Mănăstirii Bârsana

Un lăcaș de cult este un edificiu delimitat spațial și construit după anumite reguli, ce este folosit pentru utilizări consacrate și unde se adună practicanții unei religii pentru a se ruga, pentru a participa la desfășurarea de ritualuri de cult religios sau ceremonii și pentru a celebra sărbători religioase. 

## Roluri

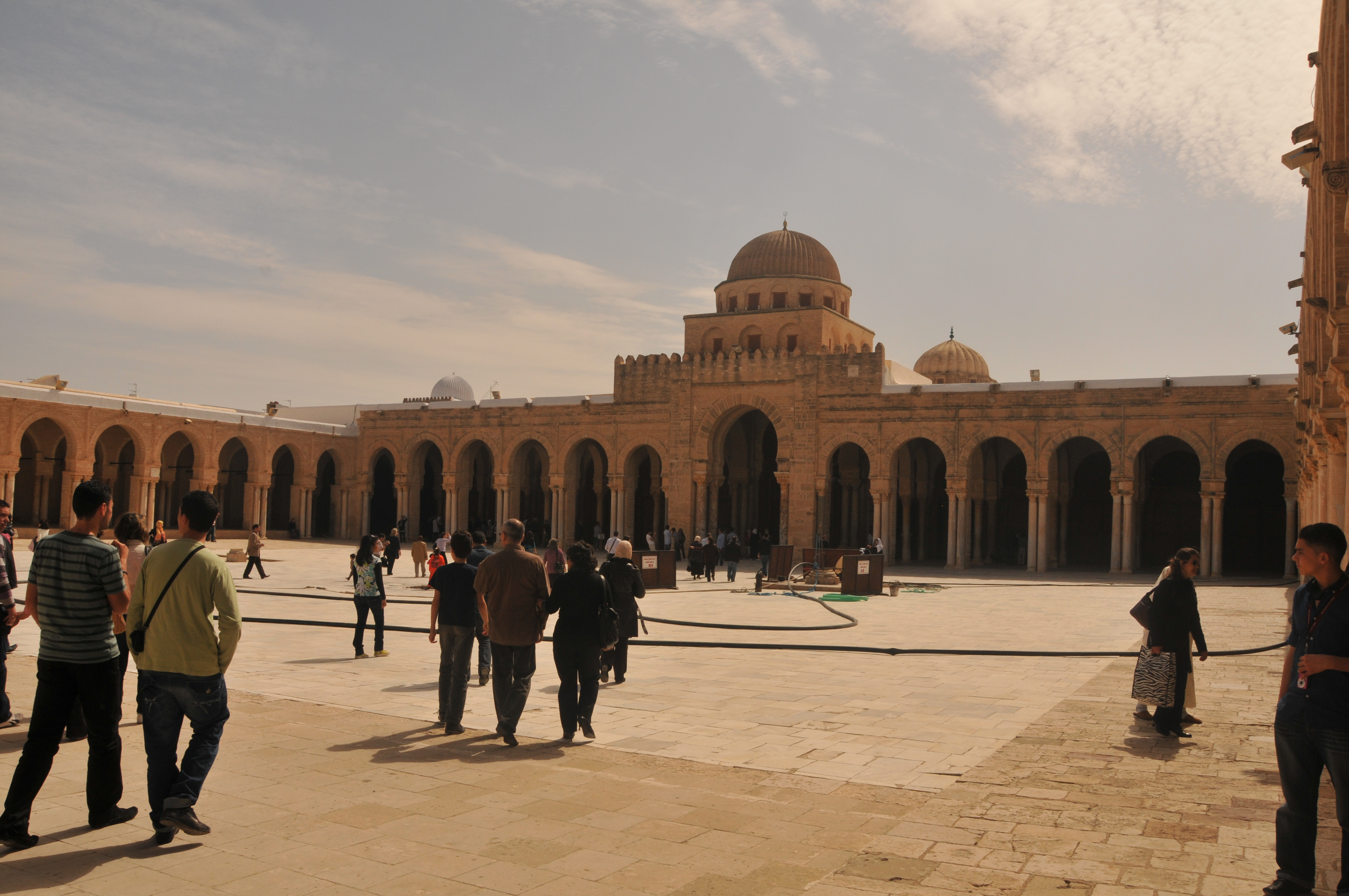
Moscheea Uqba din Kairouan, Tunisia ridicată în anul 670, este cel mai vechi și prestigios lăcaș de cult islamic din Africa de Nord.

Lăcașurile de cult sunt simboluri importante ale expresiei spirituale și a implicării comunității, contribuind la definirea identității spațiale și culturale ale acesteia. În afară de rolul lor primordial, au servit, servesc și se pot constitui în centre administrative sau de întâlnire pentru populația zonelor respective, precum și ca sedii ale unor școli ecleziastice sau biblioteci, ori locuri de întâlnire și de celebrare ale unor evenimente sociale. 
Deseori, semnificația lor se extinde dincolo de congregațile căror le aparțin. Unele dintre acestea, sunt recunoscute ca parte a patrimoniului cultural, arhitectural și religios.

## Caracterisitici

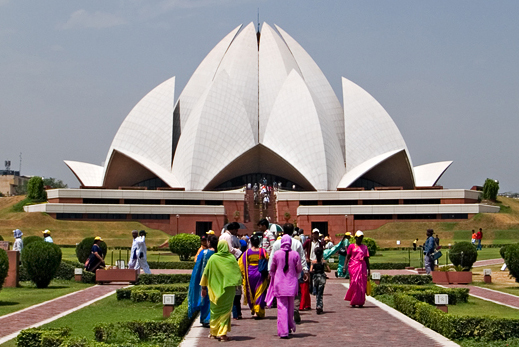
Templul Bahá'í din Delhi

Lăcașurile de cult sunt considerate sacre  de către credincioși.
Ele sunt recunoscute și apreciate de către congregații și comunității - în general - ca simboluri sociale ale credinței precum și simboluri fizice ale spiritualității (valoarea spirituală a unui loc însă, poate fi redusă substanțial sau pierdută dacă lăcașul de cult se închide sau utilizarea sa în sensul inițial încetează). Din punct de vedere arhitectural, ele se identifică de obicei extrem de distinct, în comparație cu alte tipuri de constructii. În sens istoric, ele conservă fizic - adesea - moșteniri e ale evenimentelor istorice importante din viața locului, atât direct cât și indirect prin modificările lor constructive succesive ce indică influența unor tendințe sociale și economice. Uneori printr-un design remarcabil - inovator pentru epoca respectivă sau prin folosirea unor metode de construcție neobișnuite - ce exprimă progresul tehnologic la acel stadiu, oferă valoare cercetării științifice.
Evoluția lor în sens istoric, arhitectural și simbolistic, este supusă atât unor procese naturale (cum ar fi alterarea și degradarea fizică a construcției), precum și schimbărilor sociale, economice și tehnologice ori disponibilului de resurse economice pentru întreținerea lor, sau evoluției demografice într-un interval de timp dat. Uneori caracteristicile anumitor lăcașe de cult implică în sensul  conservării lor, o povară considerabilă pentru comunitate din punct de vedere economic. În timp, soluționarea problemelor de finanțare a întreținerii lor a implicat uneori schimbarea destinației inițiale a unor spații sau clădiri asociate, în sensul găsirii unor alte roluri, cu funcție de suport economic.
Din punct de vedere al legislației, lăcașurile de cult beneficiază - în funcție de specificul național - de diverse grade de protecție. Legislația internațională acordă acestora un regim special, fiind prohibită folosirea lor în scop militar.

## Specificități în funcție de religie

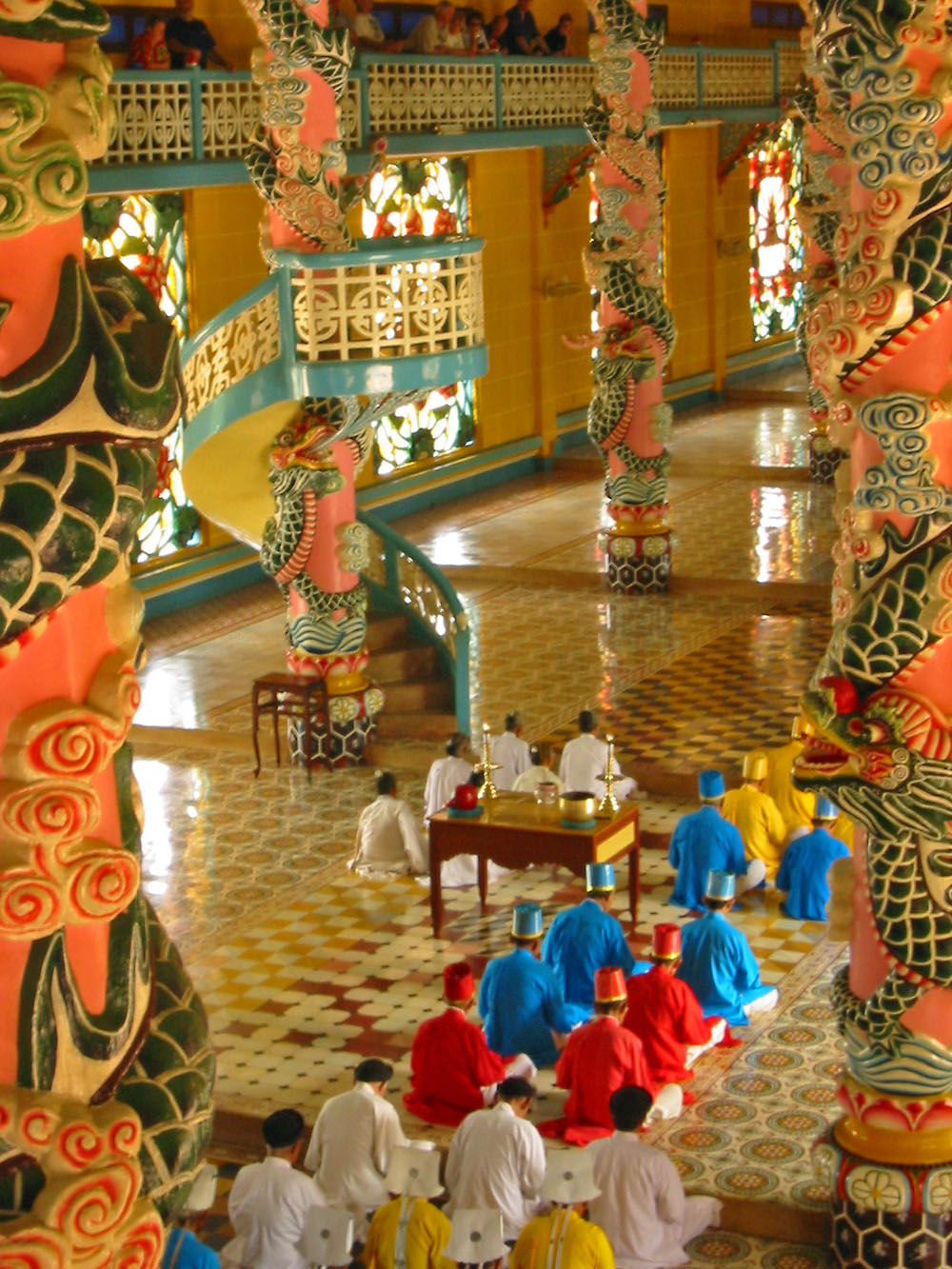
Templu Cao Dai în Vietnam

### Denumiri
- Bazilică: Religia Creștină
- Biserică: Religia Creștină
- Capelă: Religia Creștină
- Casă de Rugăciune: unele culte neoprotestante
- Casă de Întâlnire: unele culte neoprotestante
- Catedrală: Creștinism
- Geamie: Religia Islamică
- Moschee: Religia Islamică
- Pagodă: Budism
- Panteon: Religia romană și Religia Greacă
- Sanctuar: Șintoism, Religia dacă
- Sinagogă: Religia Mozaică
- Templu: Creștinism (la cultul Mormon), Religia Mozaică, Budism, Hinduism, Șintoism, Taoism, Credința Bahá'í, Religia romană, Religia Greacă, Religia egipteană Religia babiloniană Religia aztecă
- Zigurat: Religia akkadienilor

### Particularități arhitecturale

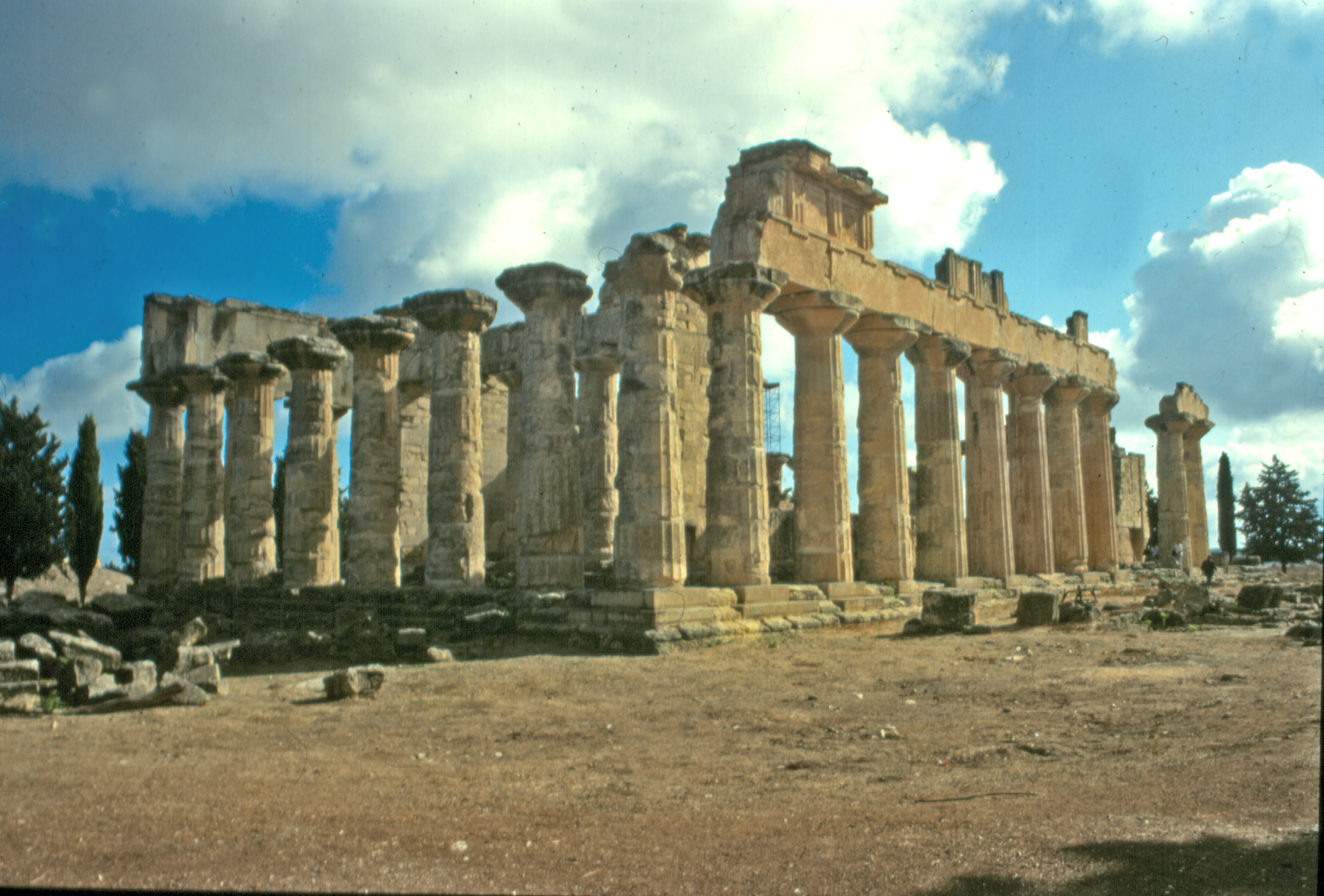
Templul antic grec al lui Zeus din Cyrene Libia

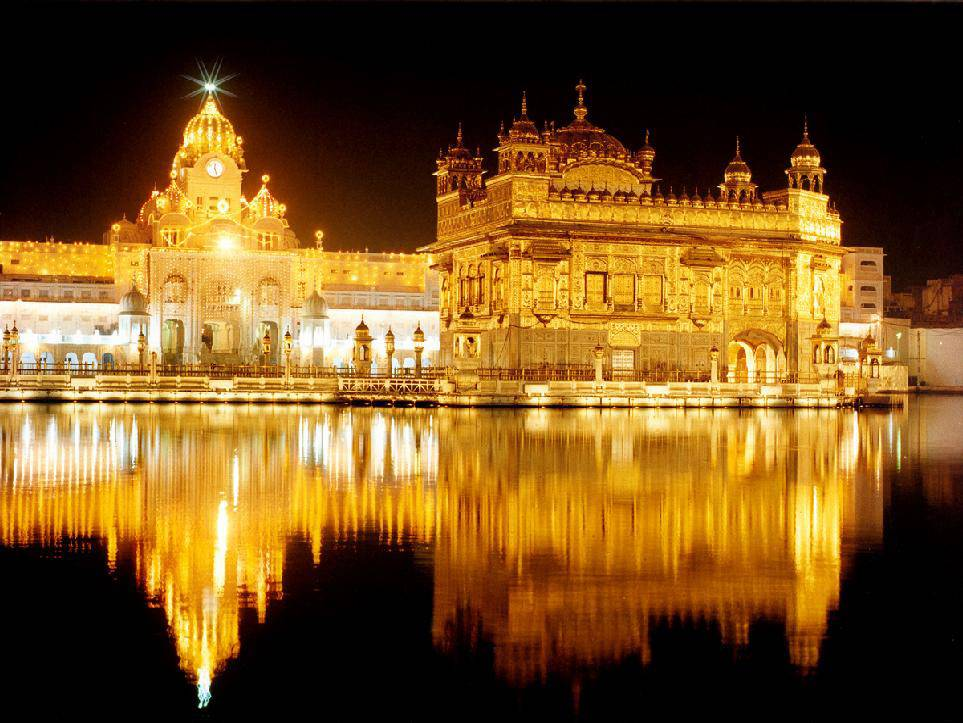
Templul de aur Sikh din Amritsar (India)

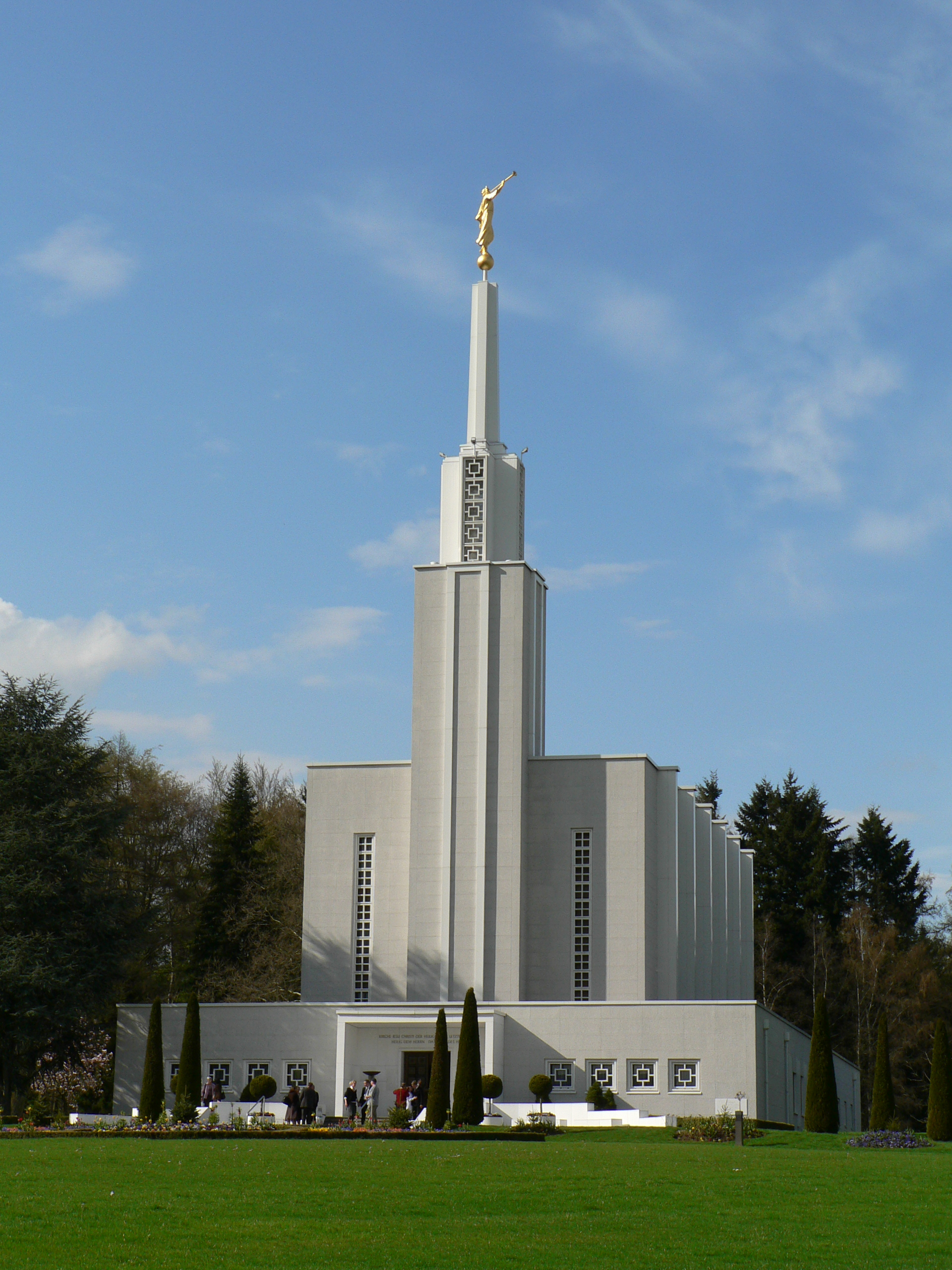
Templu mormon în Berna, Eleveţia

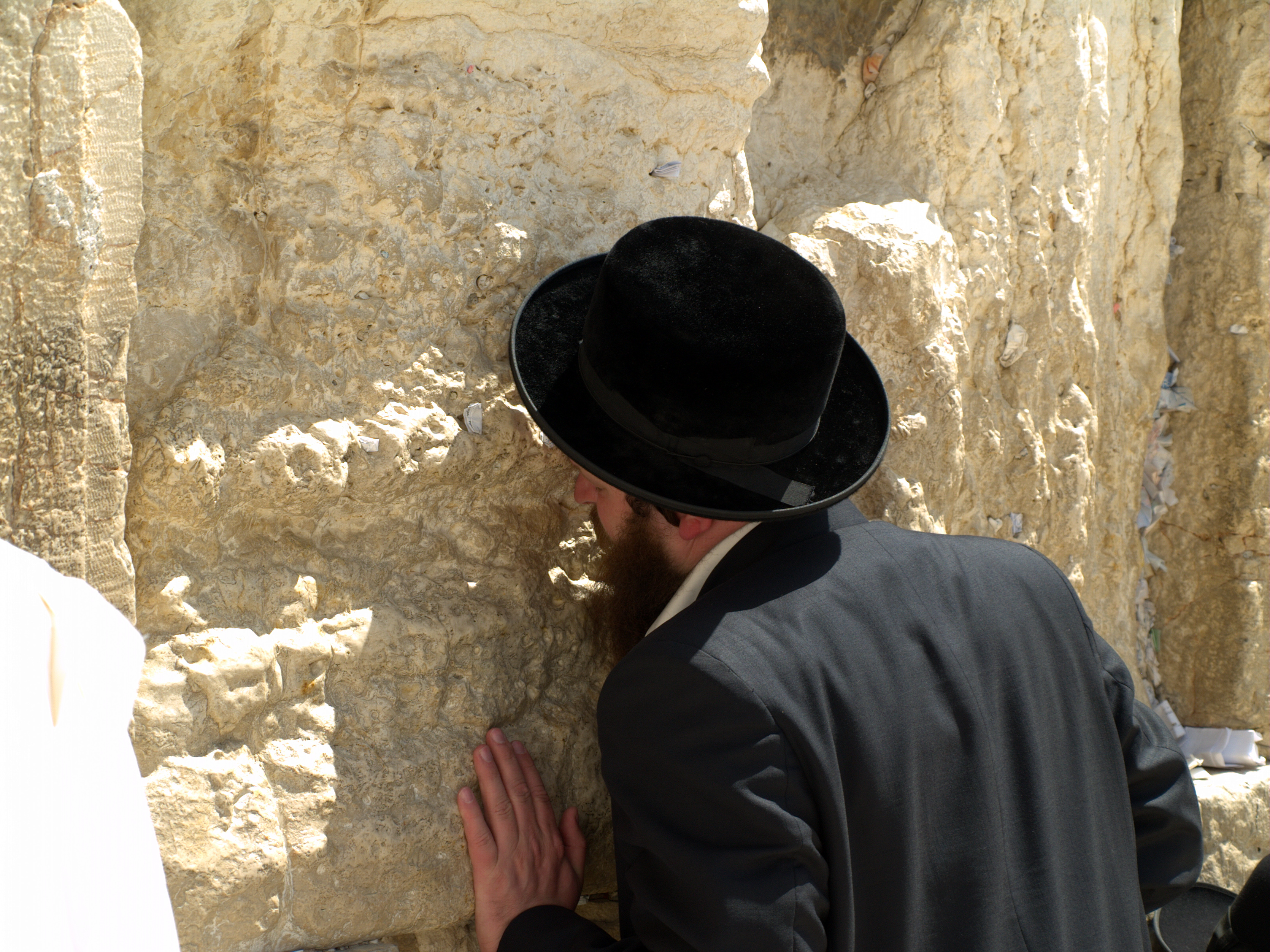
Credincios rugându-se în Ierusalim - Zidul Plângerii

Multe dintre lăcașurile de cult sunt situate în centrul localităților, în general o largă proporție fiind localizate în zone mai înalte ale terenului local. Ele pot fi constituite fie dintr-o singură clădire fie dintr-un complex de clădiri, ridicate adesea într-un cadru căruia i se asociază anumite semnificații.
Așezarea lor spațială se face după anumite reguli. Ele au o arhitectură distinctivă, relativ tipică pentru fiecare religie. Forma și funcția așezămintelor religioase a variat de-a lungul istoriei, pe măsura evoluției religiilor dar și evoluției arhitecturii.
O clădire dedicată scopurilor religioase, cuprinde pe lângă elementele constructive comune (acoperiș, pereți, pardoseli, finisaje), și elemente constructive cu rol liturgic. Configurația spațială a clădirilor și designul arhitectural deservesc acelorași scopuri principale - liturgice. Astfel:
- Bisericile creștine includ: altar, amvon, strane, pupitre, mese, scaune, suporturi pentru crucifixuri, piedestale pentru botez, balcoane pentru orgi, etc... Pentru multe dintre biserici planul general al construcției include nava centrală (naosul), absida altarului situată în continuarea navei centrale (de forma unei nișe semicirculare sau poligonale)[8], și sanctuarele laterale - articulate pentru a forma o cruce[7].
- Sinagogile evreiești cuprind în general: arcele care adăpostesc chivotul, estrada suport pentru bimah , menora, lampadarul și stranele. Spațiu central este adesea delimitată de bimah, cu chivotul și lampadarul la un capăt,în timp ce părțile laterale sunt pentru congregație. Pot exista de asemenea, zone separată pentru membrii de același sex[7].
- Moscheile musulmane includ: minarete - de unde se face chemarea pentru rugăciune (cuprinzând detalii cum ar fi Steaua și Semiluna) și încăperea de rugăciune - unde se instalează covorul. O moschee mare poate avea spații separate pentru femei și bărbați[7].

Multe dintre lăcașurile de cult cuprind memoriale (adesea opere de artă importante) - dispuse în cadrul interioarelor. Acestea onorează sau comemorează membri ai congregației căzuți în războaie, pe unii reprezentanți de marcă sau lideri religioși.

## Galerie

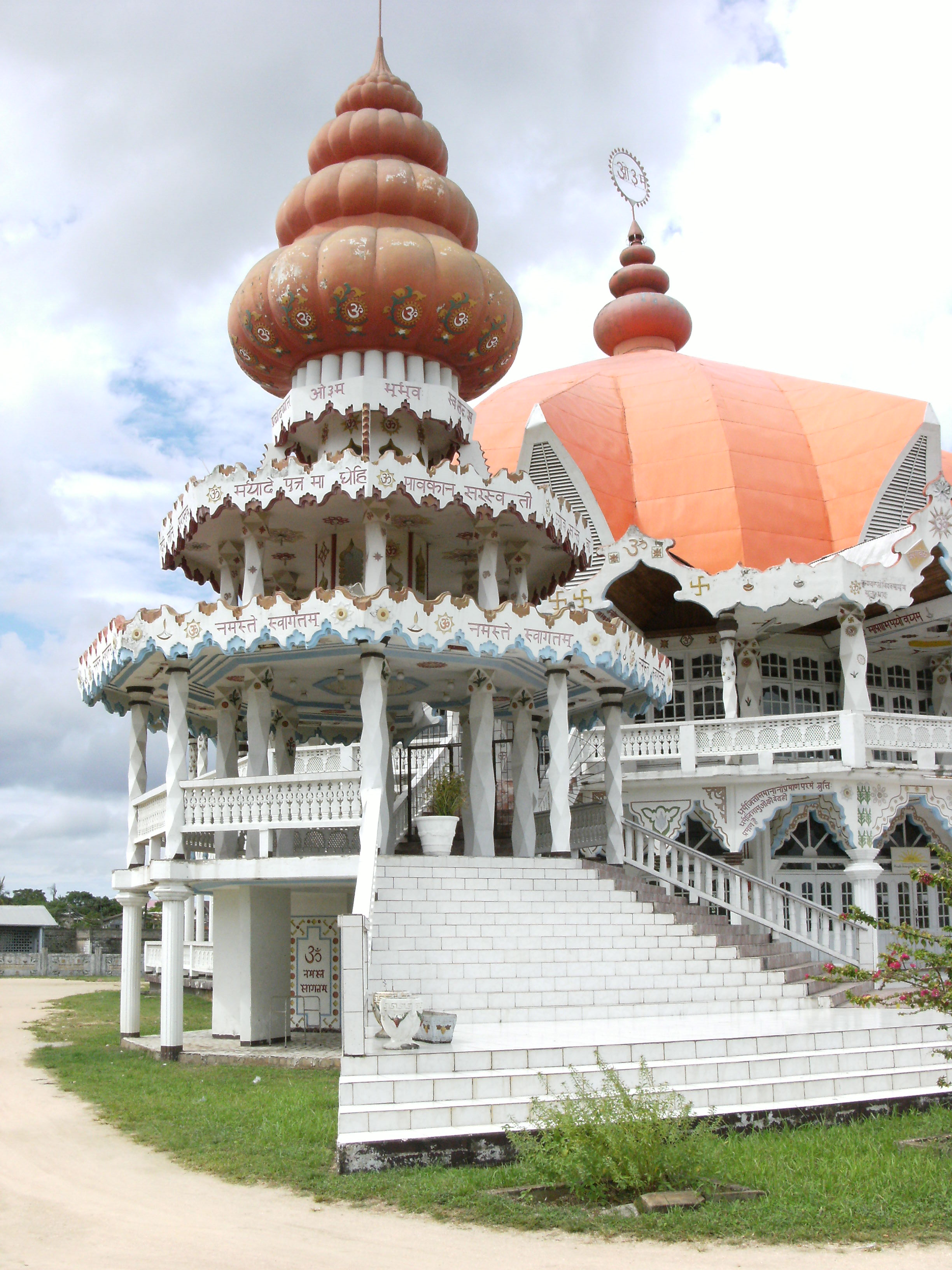
Templu hindus în Paramaribo, Surinam
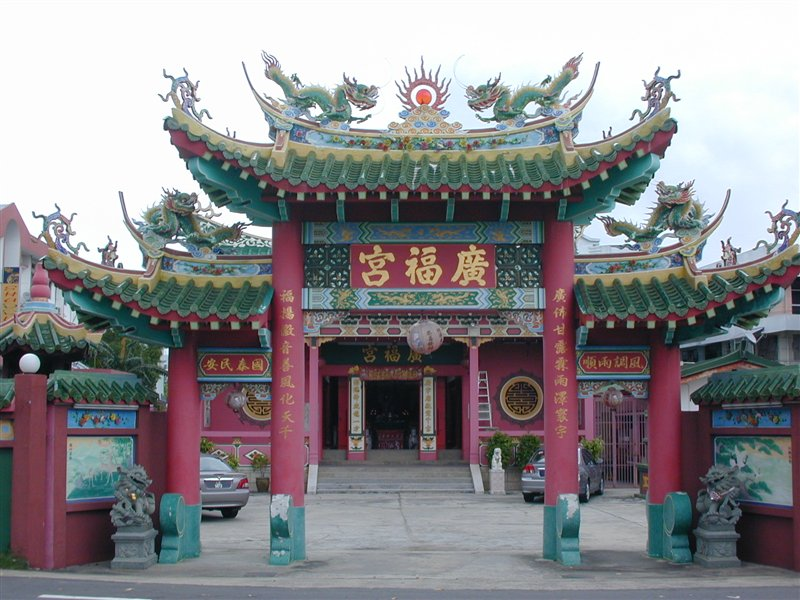
Templul Kwang Fook Kong din Labuan
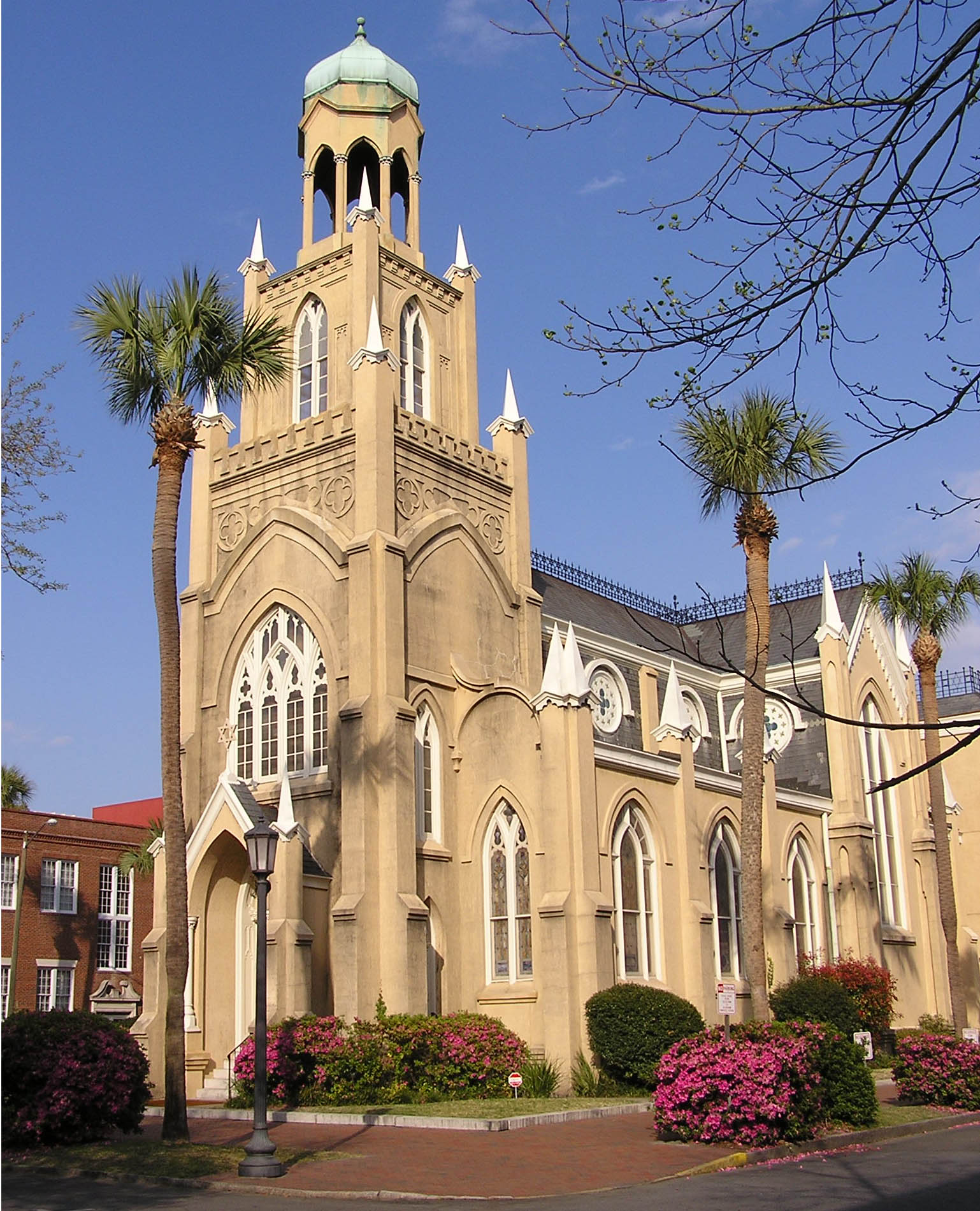
Sinagoga - cu stil gotic - Mickve Israel din Savannah (Georgia)
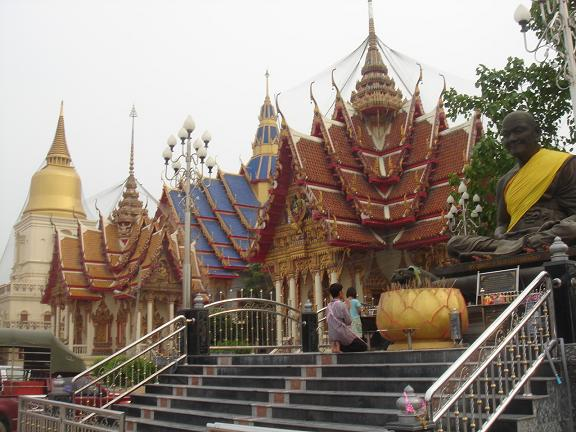
Templul budist Brang-pra